# Hervormde kerk (Oost-Graftdijk)
De Hervormde kerk in de Nederlandse plaats Oost-Graftdijk is een kerkgebouw dat zich bevindt aan de Oost-Graftdijk 45. De rechthoekige zaalkerk, met steunberen en spitsboogvensters en boven de façade een houten torentje, kwam in 1840 tot stand. De kerk verving een oudere kerk uit 1647. In de klokkenstoel hangt een klok uit 1555 die is vervaardigd door Jan Tolhuis. 
Sinds 1967 is de kerk als rijksmonument opgenomen op de monumentenlijst. In 1955 werden de gemeenten Oost- en West-Graftdijk samengevoegd. Sinds eind 2010 wordt het gebouw niet meer voor kerkdiensten gebruikt. De 150 actieve leden konden het financiële onderhoud van de twee kerkgebouwen niet meer opbrengen en de kerk werd doorverkocht aan kunstschilder N. van der Hoff. Hij gebruikte de kerk als atelier en soms werd deze opengesteld voor culturele activiteiten zoals concerten. De kerk is in 2016 doorverkocht en daarna omgebouwd tot woonhuis.

## Interieur
In het gebouw bevinden zich:
- preekstoel (1715)
- doopboog en doopbekkenhouder (18e eeuw)

## Trivia
- Schrijver en predikant Stephanus Hanewinkel was van 1798 tot 1802 predikant in deze kerk.

## Foto's

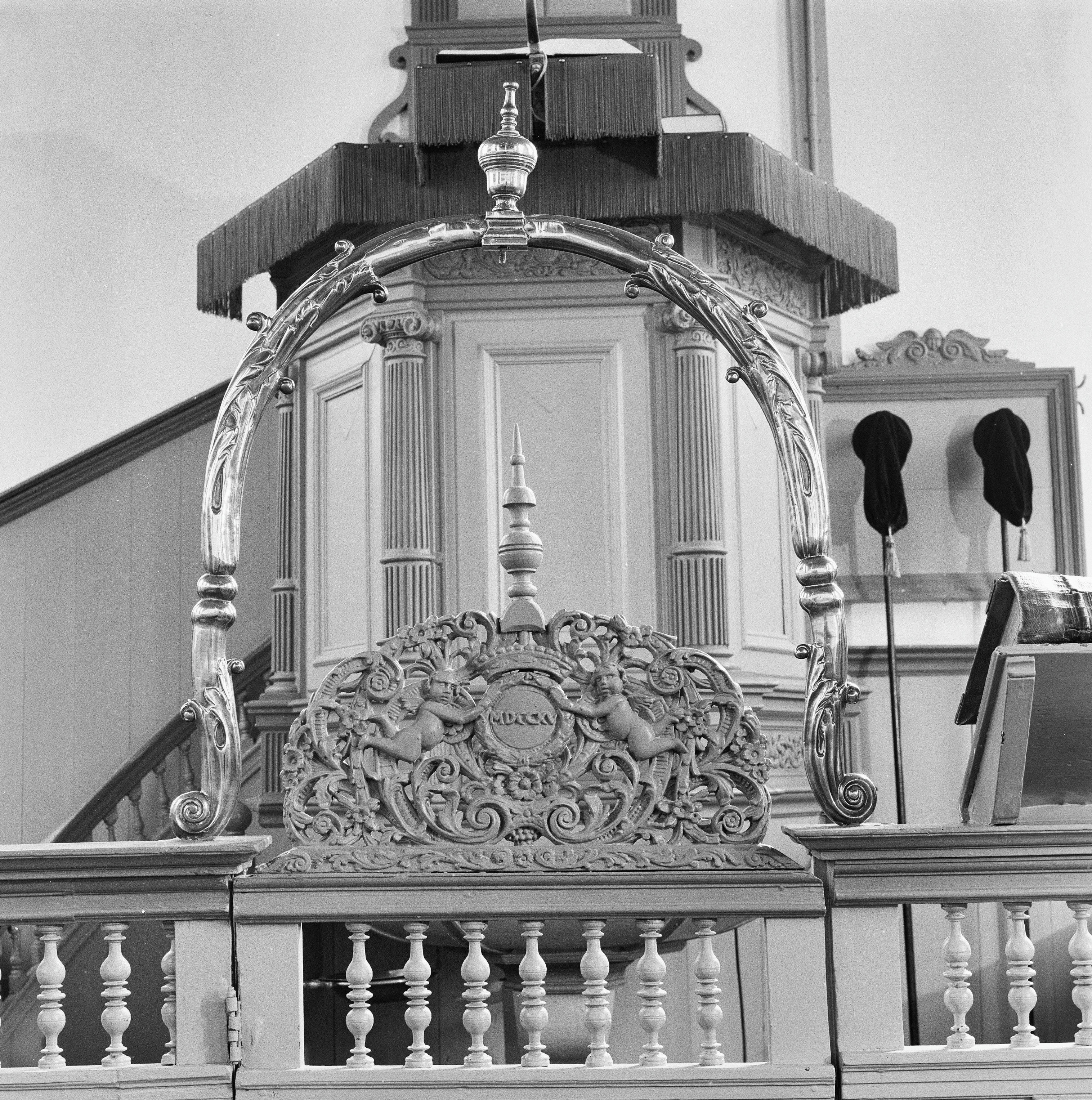
Doopboog
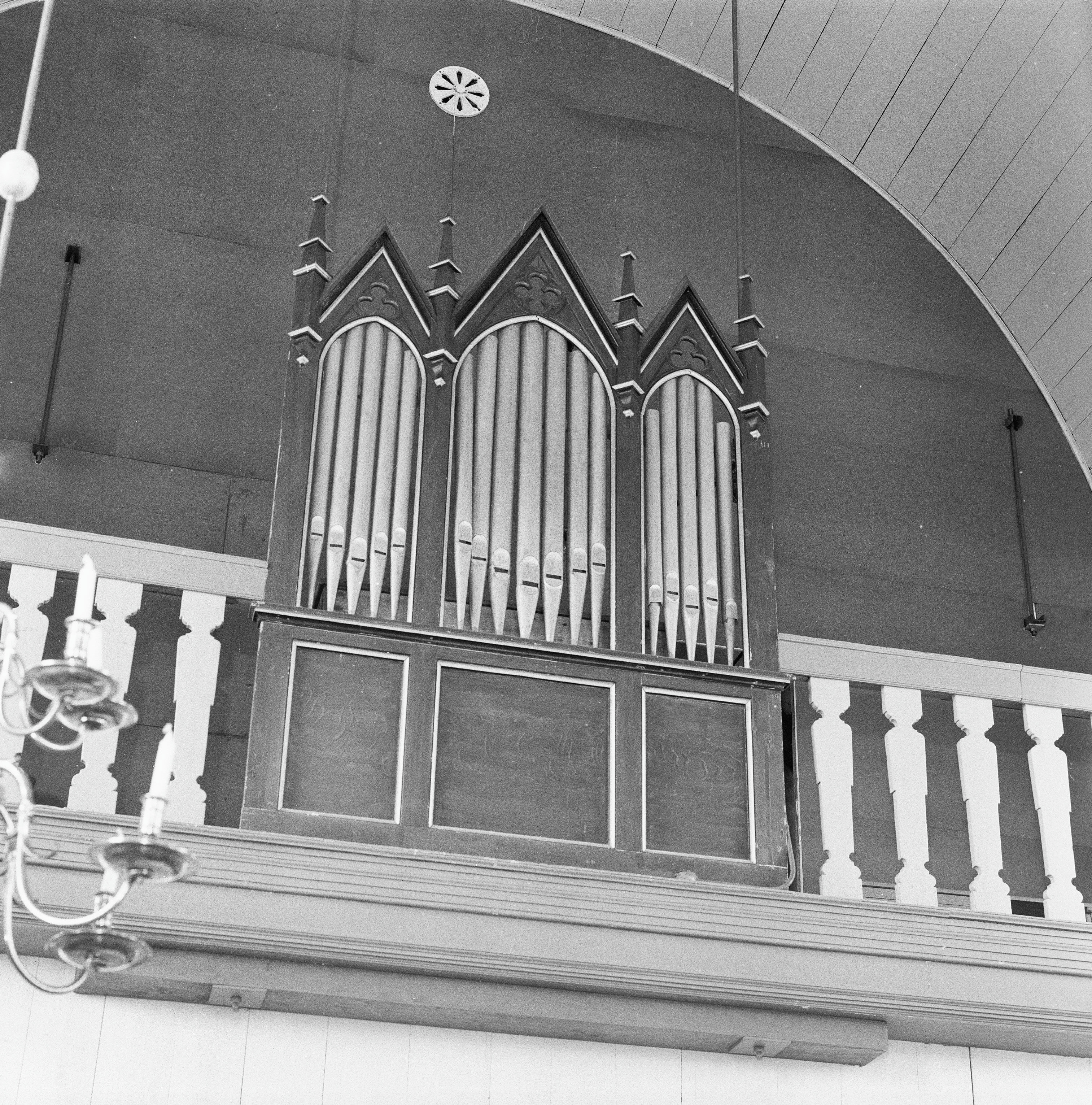
Orgel
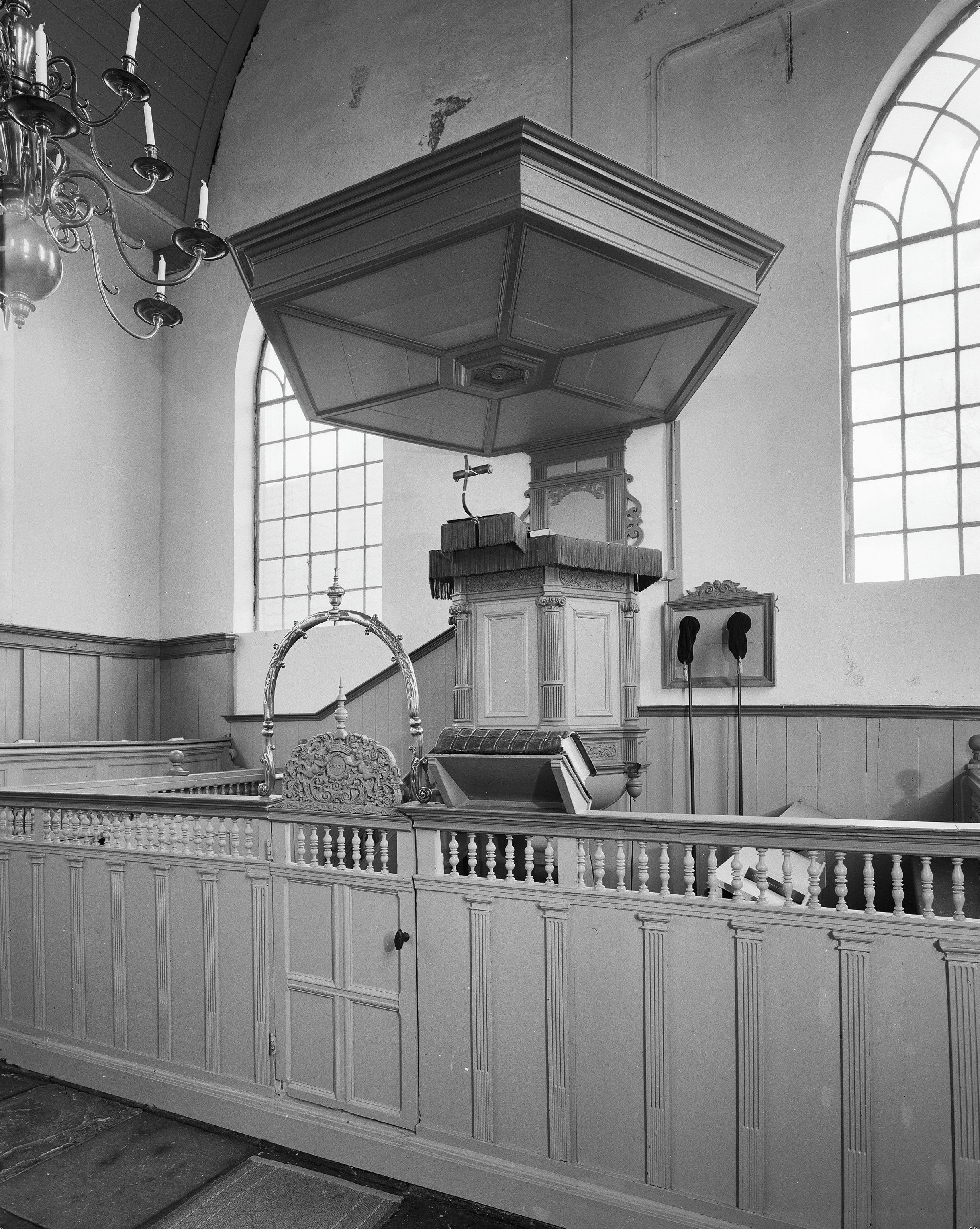
Preekstoel